# Zach Hyman

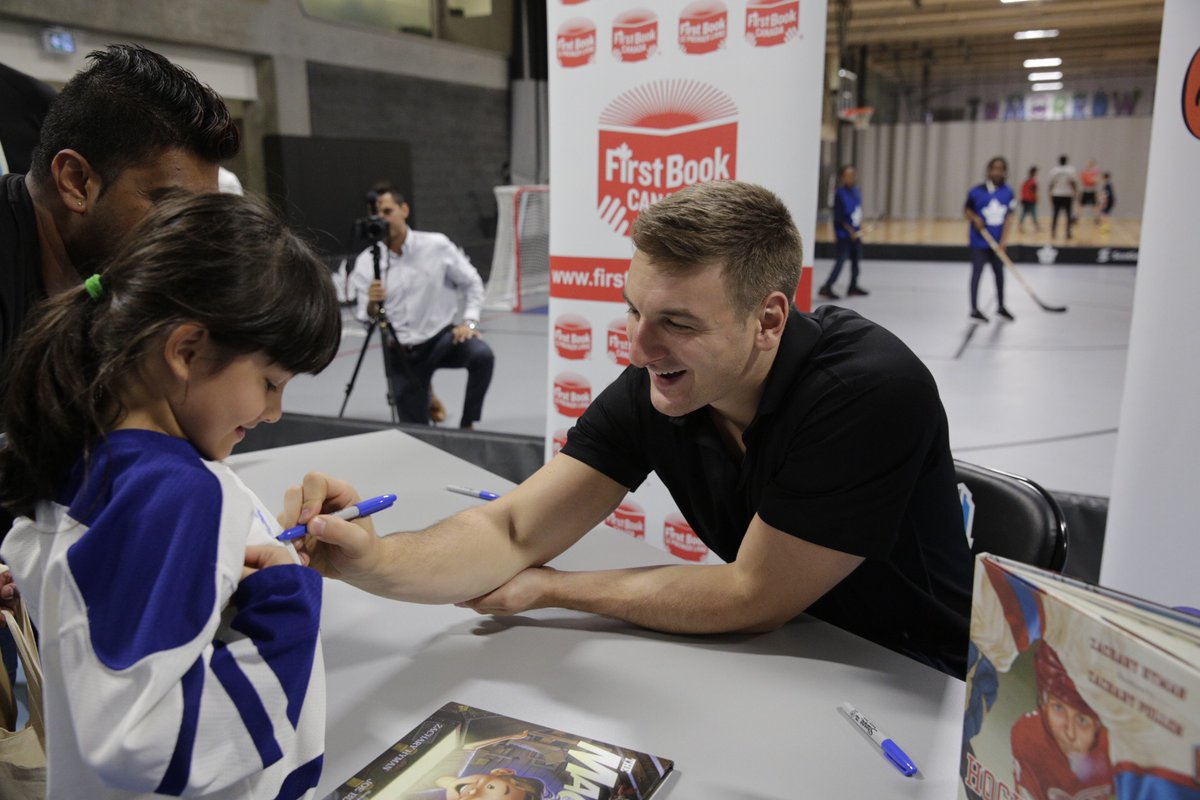
Zach Hyman under en boksignering för sin bok The Magician's Secret, 2018.

Zachary Martin "Zach" Hyman, född 9 juni 1992, är en kanadensisk professionell ishockeyforward som spelar för Edmonton Oilers i National Hockey League (NHL). Han har tidigare spelat för Toronto Maple Leafs i NHL; Toronto Marlies i American Hockey League (AHL) samt Michigan Wolverines i National Collegiate Athletic Association (NCAA).
Hyman draftades av Florida Panthers i femte rundan i 2010 års draft som 123:e spelare totalt.
Han är också författare av barnlitteratur och har redan gett ut tre böcker vid namn The Bambino and Me (2014), Hockey Hero (2015) och The Magician's Secret (2018) via Random House. En till bok ska ges ut enligt avtalet mellan honom och bokförlaget.

## Statistik
| 2008–2009   | Hamilton Red Wings  | OJHL        | 49  | 13  | 24  | 37  | 24  | 5  | 2  | 2  | 4  | 4  |
| 2009–2010   | Hamilton Red Wings  | OJHL        | 49  | 35  | 40  | 75  | 30  | 11 | 7  | 9  | 16 | 4  |
| 2010–2011   | Hamilton Red Wings  | OJHL        | 43  | 42  | 60  | 102 | 24  | 7  | 3  | 5  | 8  | 6  |
| 2011–2012   | Michigan Wolverines | NCAA        | 41  | 2   | 7   | 9   | 12  | —  | —  | —  | —  | —  |
| 2012–2013   | Michigan Wolverines | NCAA        | 38  | 4   | 5   | 9   | 8   | —  | —  | —  | —  | —  |
| 2013–2014   | Michigan Wolverines | NCAA        | 35  | 7   | 10  | 17  | 12  | —  | —  | —  | —  | —  |
| 2014–2015   | Michigan Wolverines | NCAA        | 37  | 22  | 32  | 54  | 10  | —  | —  | —  | —  | —  |
| 2015–2016   | Toronto Maple Leafs | NHL         | 16  | 4   | 2   | 6   | 18  | —  | —  | —  | —  | —  |
|             | Toronto Marlies     | AHL         | 59  | 15  | 22  | 37  | 24  | 15 | 3  | 3  | 6  | 23 |
| 2016–2017   | Toronto Maple Leafs | NHL         | 82  | 10  | 18  | 28  | 30  | 6  | 1  | 3  | 4  | 4  |
| 2017–2018   | Toronto Maple Leafs | NHL         | 82  | 15  | 25  | 40  | 37  | 7  | 1  | 3  | 4  | 4  |
| 2018–2019   | Toronto Maple Leafs | NHL         | 71  | 21  | 20  | 41  | 65  | 7  | 1  | 0  | 1  | 2  |
| 2019–2020   | Toronto Maple Leafs | NHL         | 51  | 21  | 16  | 37  | 23  | 5  | 1  | 2  | 3  | 0  |
| 2020–2021   | Toronto Maple Leafs | NHL         | 43  | 15  | 18  | 33  | 28  | 7  | 1  | 0  | 1  | 4  |
| 2021–2022   | Edmonton Oilers     | NHL         | 76  | 27  | 27  | 54  | 36  | 16 | 11 | 5  | 16 | 4  |
| NHL totalt  | NHL totalt          | NHL totalt  | 421 | 113 | 126 | 239 | 237 | 48 | 16 | 13 | 29 | 18 |
| NCAA totalt | NCAA totalt         | NCAA totalt | 151 | 35  | 54  | 89  | 42  | —  | —  | —  | —  | —  |